# NGC 827
NGC 827 (również PGC 8196 lub UGC 1640) – galaktyka spiralna (Sbc), znajdująca się w gwiazdozbiorze Wieloryba. Odkrył ją William Herschel 7 listopada 1784 roku.